# Nachtschatten
Nachtschatten è un film muto del 1918 diretto da Frederic Zelnik.

## Produzione
Il film fu prodotto dalla Berliner Film-Manufaktur GmbH (Berlin).

## Distribuzione
Uscì nelle sale cinematografiche tedesche nell'agosto 1918.